# Viticulture en Italie

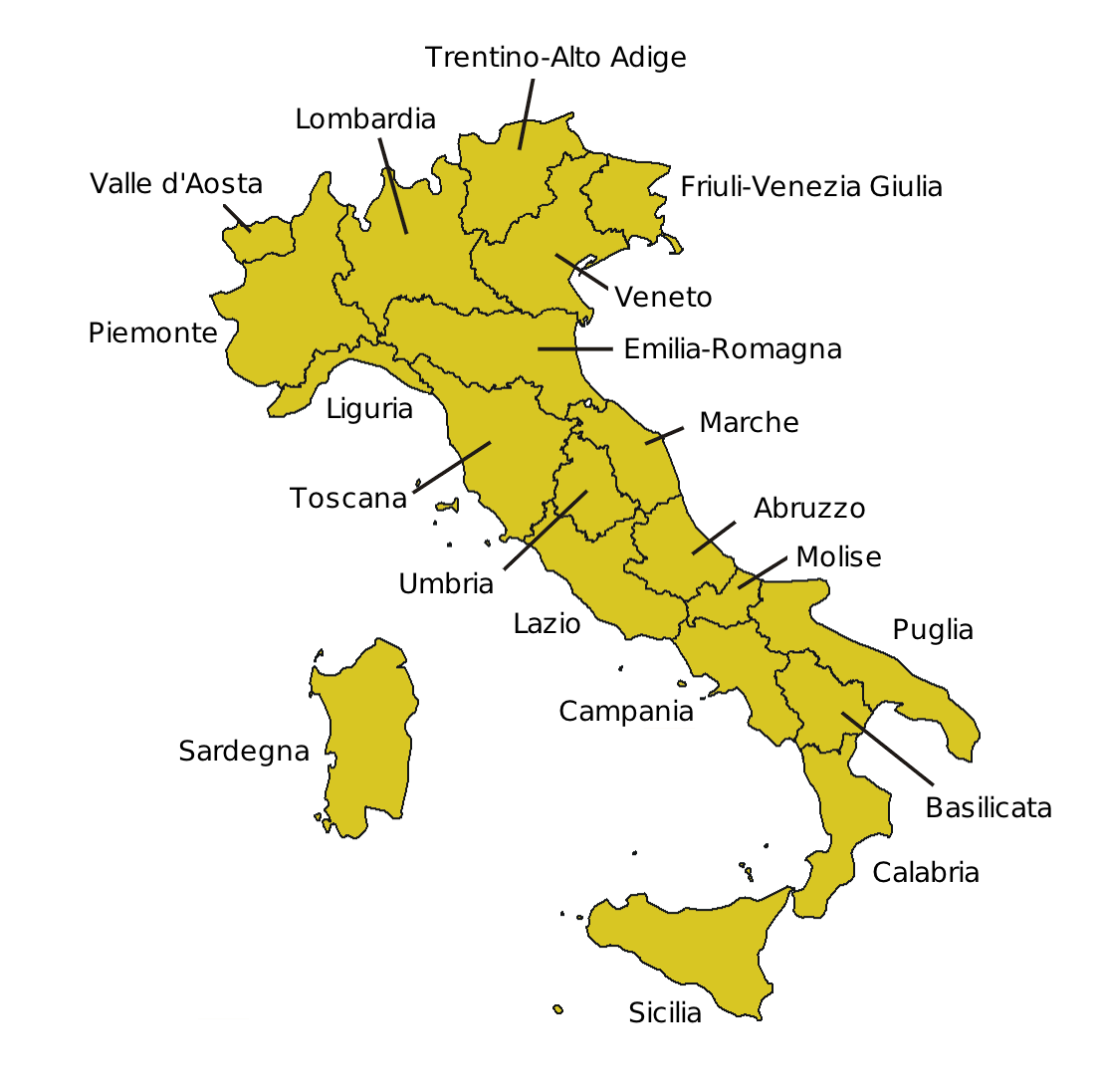
Régions en Italie.

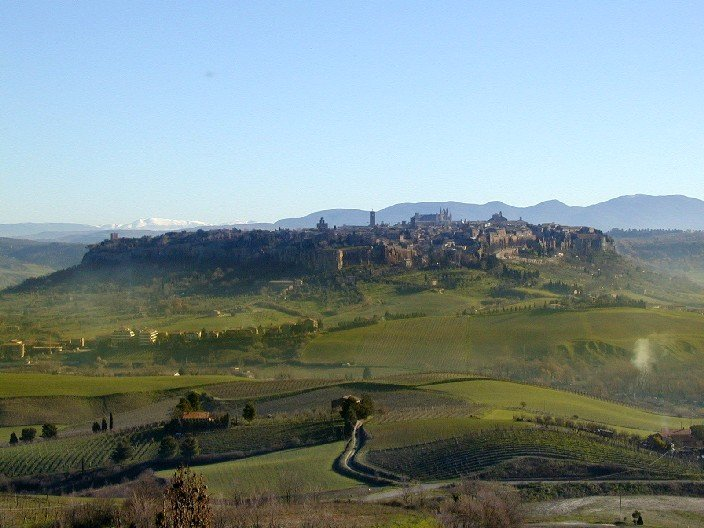
Vignoble près d'Orvieto.

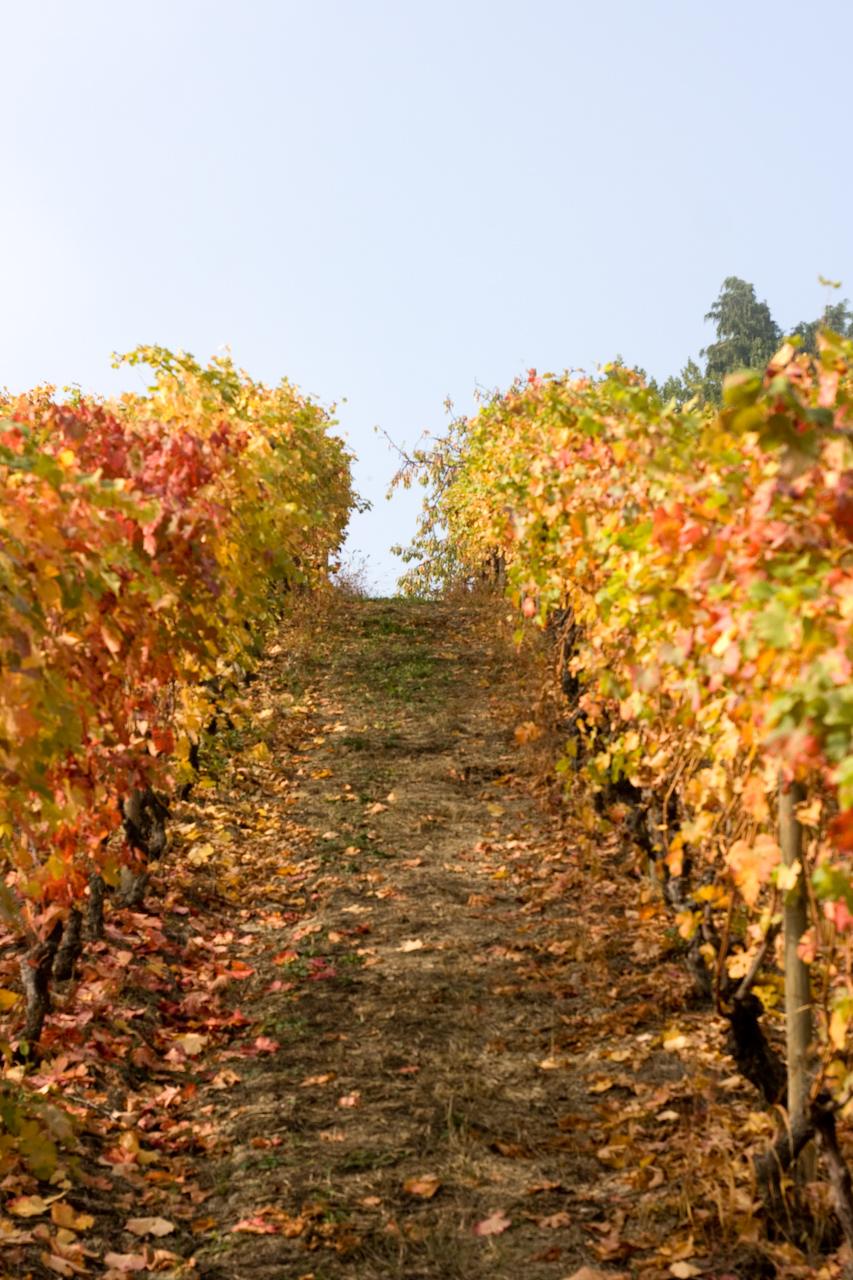
Vignoble en automne.

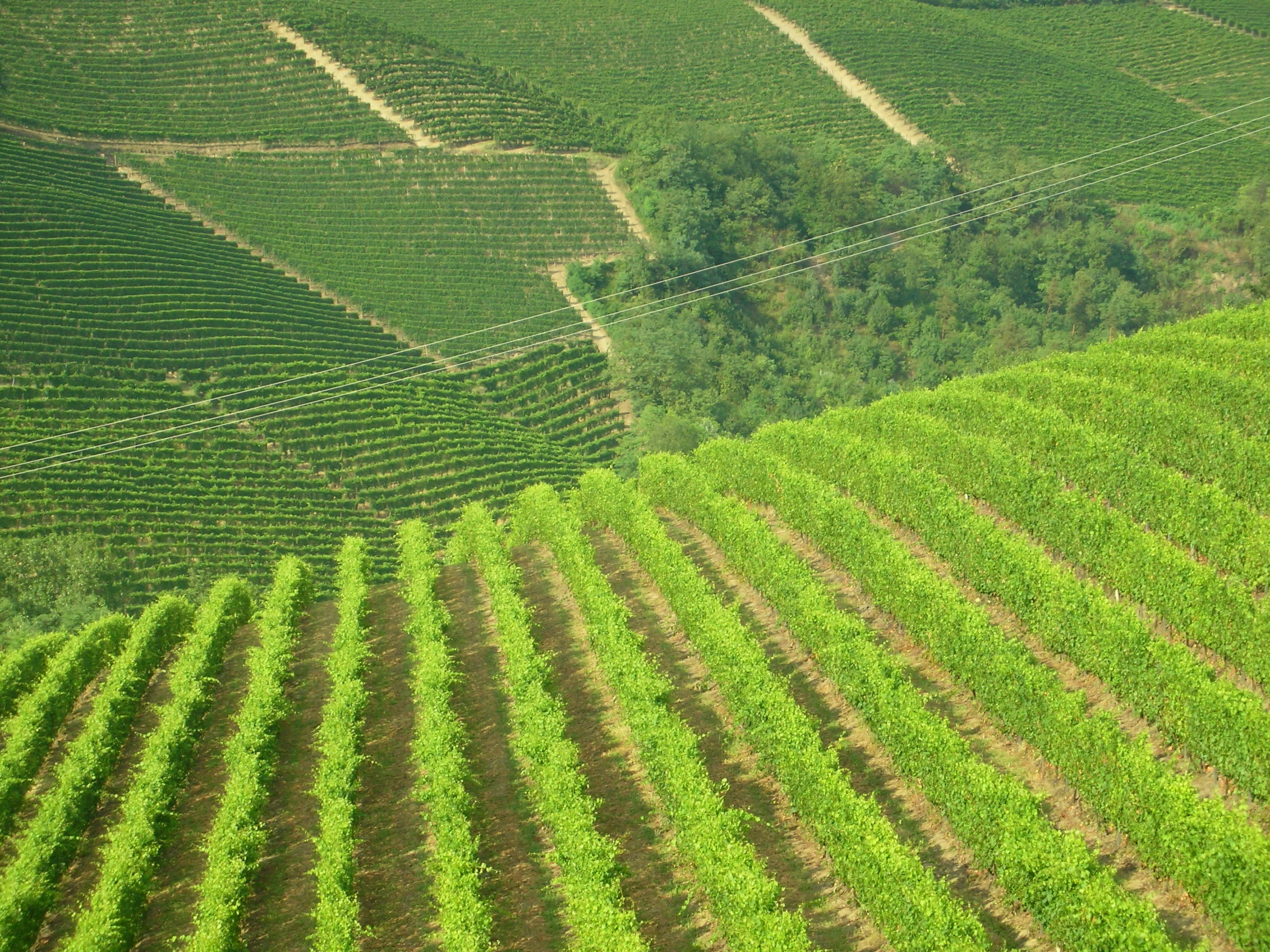
Langhe.

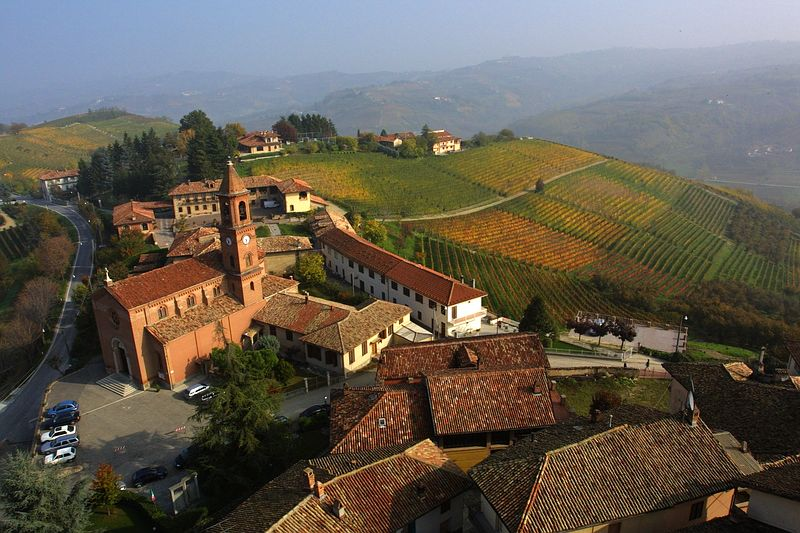
Borgomanero dans le Piémont.

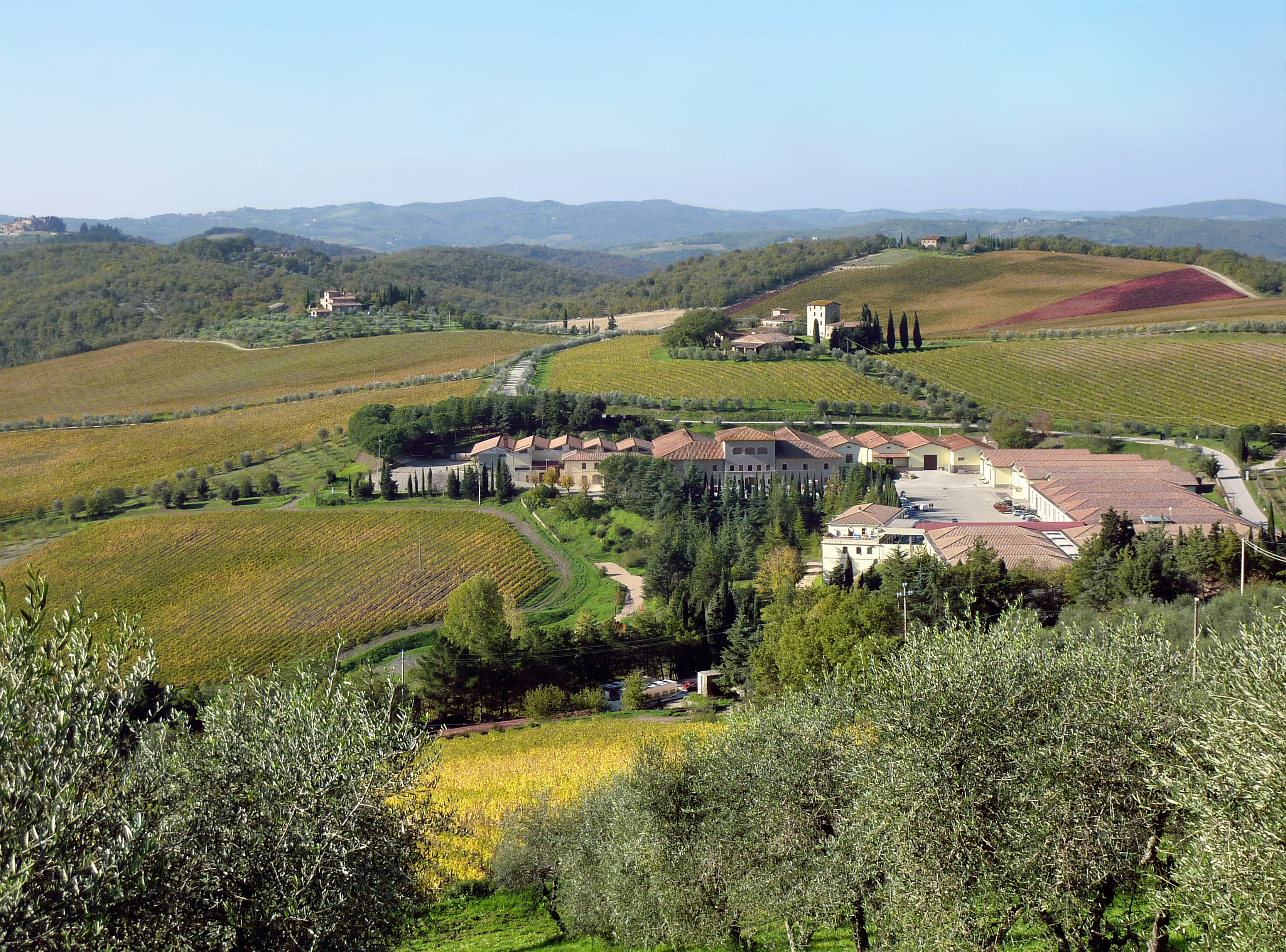
Exploitation viticole à Gaiole in Chianti.

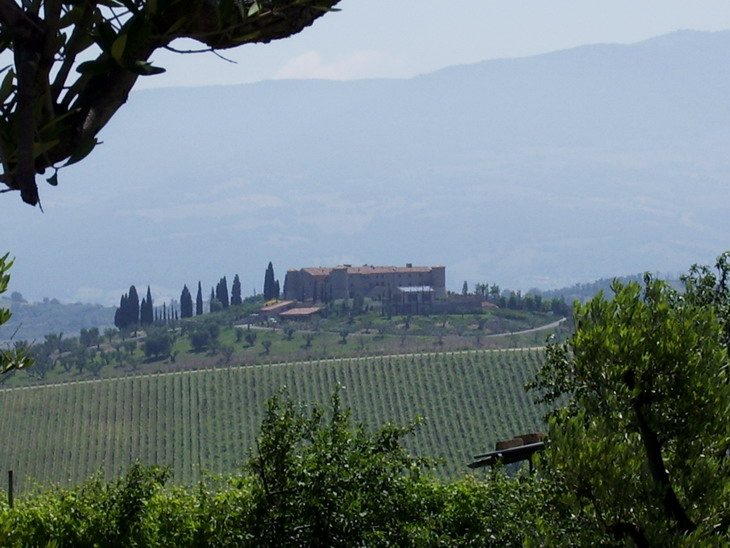
Castello di Colle Massari en Toscane.

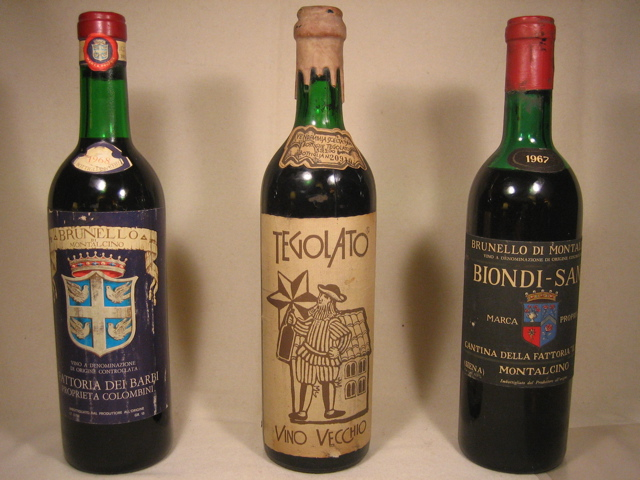
Brunello et Tegolato.

La viticulture en Italie est produite dans toutes les régions d'Italie, le plus vieux producteurs de vin au monde. Le vignoble s'étend dans toutes les régions italiennes, de Trentin-Haut-Adige à la Sicile.
L'Italie est, selon l'Organisation internationale de la vigne et du vin (OIV), le deuxième producteur mondial avec un total de 43,9 millions d'hectolitres en 2023 derrière la France (avec 45,8 millions d'hectolitres) mais devant l'Espagne (30,7 millions d'hectolitres) et le premier pays au monde par exportation, devant l'Espagne et la France, avec 21,6 million d'hectolitres.

## Histoire
La viticulture en Italie remonte à la plus haute Antiquité. Les Romains et avant eux les Étrusques cultivaient la vigne. Les Grecs avaient donné au territoire le surnom d'Œnotria signifiant la terre du vin (appellation plus spécifique à la Calabre, alors colonie grecque).

## Réglementation italienne
Dès 1200, la république de Florence divisa son territoire en « ligues », identifiant, dès cette époque la zone du Chianti, vouée à la viticulture depuis le temps des Étrusques.
En date de 2021, deux réglementations fondamentales régissant la production viti-vinicole en Italie se sont succédé. La première était la loi no 116 du 3 février 1963 qui portait sur les normes en matière de dénominations d'origine des moûts et des vins et qui fut en vigueur jusqu'en 1992. Puis la loi no 164 du 10 février 1992 dite loi Goria intitulée « Nouvelle réglementation des dénominations d'origine ».
Jusqu'à la loi Goria il valait mieux privilégier la notoriété et le talent des producteurs plutôt que de trop se fier aux appellations. Les plus grands vins d'Italie pouvaient être classés en simples vins de table car les domaines voulaient par exemple avoir droit d'utiliser des cépages allochtones comme le cabernet.
L'Italie, pays membre de l'Union européenne, applique maintenant les règlements européens, qui se superposent à la législation nationale. Les appellations nationales en Italie sont :
- La denominazione di origine controllata (DOC) dont le concept a été gravement dénaturé avant 1992.
- La denominazione di origine controllata e garantita (DOCG, Dénominations d'origine contrôlée garantie) qui prenait la même voie que les DOC. La première appellation DOCG fut le Brunello di Montalcino (décret du président de la République du 1er juillet 1980).
- L'Indicazione Geografica Tipica (IGT, Indication géographique typique) est un niveau intermédiaire entre vins de table et DOC. Ce sont souvent des vins d'une certaine qualité mais qui ne respectent pas entièrement le cahier des charges d'un DOC (mélange de cépages non conforme, production hors zone, etc.).
- Vino da tavola, pour le vin de table.
- Vino dolce naturale (Vin doux naturel).

Il faut bien différencier les vins d'avant 1992 (même jusqu'en 2000) et les nouveaux vins, plus conformes à la réglementation européenne. Par exemple : les vins d'appellation comportent désormais obligatoirement l'année (Vendemmia ou annata).

## Différents types
Les étiquettes des bouteilles de vin italien comportent parfois une mention traditionnelle ou une spécification sur le type de vin. Parmi les plus courantes, on peut citer :
- Abboccato : entre un vin demi-sec et demi-doux ;
- Amabile : équivalent d'un demi-sec ;
- Classico : vins dont l'aire de production est restreinte au sein de la dénomination ;
- Dolce : vin doux, moelleux ;
- Frizzante : vin pétillant ;
- Liquoroso : ne désigne pas un vin liquoreux mais tout vin muté.
- Metodo classico : méthode traditionnelle
- Novello : indique un vin nouveau ;
- Passito : vin passerillé ;
- Ripasso : vin ayant subi une refermentation sur lie (typiquement le Valpolicella) ;
- Riserva : ce terme est utilisé en principe pour des vins DOC ou DOCG. Il indique un vin qui est resté en fût plus longtemps qu'un vin normal. le terme vecchio voire stravecchio (très vieux) est parfois employé ;
- Secco : vin sec ;
- Spumante : vin mousseux ;
- Superiore : indique une gradation en alcool plus élevée qu'un vin normal.

Certains termes peuvent être utilisés ensemble.

## Cépages cultivés en Italie

### Cépages rouges
- Aglianico (Basilicate, Campanie, Pouilles, Molise)
- Aleatico (Île d'Elbe,Latium)
- Ancellotta (Émilie-Romagne, Frioul-Vénétie Julienne)
- Avana (Piémont)
- Avarengo (Piémont)
- Barbera (Piémont)
- Bombino nero (Pouilles), dit Cesanese dans le Latium.
- Bonarda, Bonarda piemontese (Lombardie,Pavie et Émilie-Romagne, Piacenza)
- Bovale (Sardaigne)
- Brachetto (Piémont)
- Cabernet franc (Lombardie, Latium, Frioul-Vénétie Julienne, Sicile, Trentin-Haut-Adige, Vénétie)
- Cabernet Sauvignon (toute la péninsule)
- Canaiolo (Toscane)
- Cannonau (Sardaigne, Vénétie) - connu en France sous le nom de Grenache.
- Caicagiola (Sardaigne)
- Carignano (Sardaigne, Toscane, Marches, Latium) - connu en France sous le nom de Carignan N.
- Ciliegiolo (tout le territoire)
- Colorino (Toscane)
- Corvina veronese (Vénétie)
- Croatina (Lombardie)
- Dolcetto (Piémont)
- Doux d'Henry (Piémont)
- Enantio (Trentin-Haut-Adige) (ou Lambrusco a foglia frastagliata)
- Franconia (Frioul-Vénétie Julienne)
- Fortana (Émilie-Romagne)
- Frappato (Sicile)
- Freisa (Piémont)
- Fumin (cépage) (Vallée d'Aoste)
- Gaglioppo (Calabre)
- Gamay (Vallée d'Aoste, Toscane, Ombrie, Frioul-Vénétie Julienne)
- Garganega (Lombardie, Vénétie, Ombrie, Pouilles, Sardaigne)
- Girò (Sardaigne)
- Greco nero (Calabre)
- Grignolino (Piémont)
- Groppello gentile (Vénétie)
- Groppello di Mocasina (Lombardie)
- Groppello di Santo Stefano (Lombardie, Toscane)
- Lagrein (Trentin-Haut-Adige)
- Lambrusco di Sorbara (Émilie-Romagne)
- Lambrusco grasparossa (Émilie-Romagne, vin éponyme)
- Lambrusco maestri (Émilie-Romagne)
- Lambrusco marani (Lombardie, Émilie-Romagne)
- Lambrusco montericco (Émilie-Romagne)
- Lambrusco salamino (Émilie-Romagne)
- Lambrusco viadanese dit aussi « Mantovano » (Lombardie) Mantoue
- Magliocco canino (Calabre)
- Malbo gentile (Émilie-Romagne)
- Malvasia di Casorzo (Piémont)
- Malvasia di Schierano (Piémont) - connu aussi sous le nom de Malvasia di Castelnuovo Don Bosco.
- Malvasia nera di Basilicata (Basilicate)
- Malvasia nera di Brindisi (Pouilles)
- Malvasia nera di Lecce (Pouilles)
- Mammolo (Toscane)
- Marzemino (Trentin-Haut-Adige, Lombardie, Vénétie, Frioul-Vénétie Julienne)
- Mayolet (Vallée d'Aoste)
- Merlot (Tout le territoire)
- Molinara (Vénétie)
- Monica (Sardaigne)
- Montepulciano (Abruzzes)
- Nebbiolo (Piémont, Lombardie, Val d'Aoste)
- Negrara trentina (Trentin-Haut-Adige, Vénétie)
- Negroamaro (Pouilles)
- Ner d'Ala (Vallée d'Aoste)
- Nerello Cappuccio (Calabre, Sicile)
- Nerello mascalese (Calabre, Sicile)
- Nerettia cuneese (Piémont)
- Neretto di Bairo (Piémont)
- Nero Buono (Latium, Cori)
- Nero d'Avola, ou Calabrese (Sicile)
- Ottavianello (Pouilles)
- Pelaverga (Piémont)
- Perricone (Sicile)
- Petit rouge, dit Cornalin (Vallée d'Aoste)
- Piedirosso (Campanie
- Pignolo (Frioul-Vénétie Julienne)
- Pinot nero (Tout le territoire)
- Pollera nera (Ligurie)
- Primitivo (Pouilles)
- Raboso piave (Vénétie, Frioul-Vénétie Julienne)
- Raboso veronese (Vénétie, Frioul-Vénétie Julienne)
- Refosco dal peduncolo rosso  (Frioul-Vénétie Julienne)
- Rondinella (Vénétie)
- Rossese (Ligurie)
- Rossignola (Vénétie)
- Roussin (Vallée d'Aoste)
- Roussin de Morgex (Vallée d'Aoste)
- Sagrantino (Ombrie)
- Sangiovese (Tout le territoire)
- Schioppettino (Frioul-Vénétie Julienne)
- Sciascinoso (Campanie), (Latium) dit aussi Olivella
- Schiava (Trentin, Trentin-Haut-Adige)
- Sgavetta (Émilie-Romagne, Vénétie)
- Syrah (Toscane, Latium, Sicile)
- Tazzelenghe (Frioul-Vénétie Julienne)
- Terrano  (Frioul-Vénétie Julienne)
- Traminer aromatico (Trentin-Haut-Adige, Frioul-Vénétie Julienne)
- Uva di Troia (Pouilles)
- Uva rara (Piémont)
- Vespolina (Piémont, Lombardie)
- Vien de Nus (Vallée d'Aoste)
- Vuillermin (Vallée d'Aoste)

### Cépages blancs
- Albana (Émilie-Romagne)
- Ansonica (Sicile, Toscane)
- Arneis (Piémont)
- Asprinio (Campanie)
- Bariadorgia (Sardaigne)
- Bellone (Latium)
- Bianco d'Alessano (Pouilles)
- Biancolella (Campanie)
- Bombino bianco (Pouilles)
- Bosco (Ligurie)
- Carricante (Sicile)
- Catarratto bianco comune (Sicile)
- Catarratto bianco lucido (Sicile)
- Chardonnay (Tout le territoire)
- Coda di Volpe (Campanie)
- Cortese (Piémont, Ligurie, Vénétie)
- Erbaluce (Piémont)
- Falanghina (Campanie)
- Fiano (Campanie, Pouilles)
- Forastera (Campanie, Sardaigne)
- Friulano (ex-Tokay Friulano ou Tocai friulano) (Frioul-Vénétie Julienne)
- Garganega (Vénétie, Sicile)
- Glera (Vénétie) - Frioul-Vénétie Julienne), dit improprement Prosecco.
- Grecanico dorato (Sicile)
- Grechetto (Ombrie,Latium)
- Greco di Tufo (Campanie)
- Grillo (Sicile)
- Guarnaccia (Campanie, Calabre)
- Impigno (Pouilles)
- Lecinaro (Latium)
- Maceratino (Marches)
- Malvasia bianca lunga (Toscane, Latium, Ombrie, Pouilles, Sicile) - connu en France sous le nom de malvoisie
- Malvasia bianca di Basilicata (Basilicate)
- Malvasia bianca di Candia (Latium, Campanie, Émilie-Romagne)
- Malvasia del Lazio (Latium)
- Malvasia di Candia aromatica (Émilie-Romagne)
- Malvasia di Lipari (Sicile)
- Malvasia di Sardegna (Sardaigne)
- Malvasia Istriana (Frioul-Vénétie Julienne, Vénétie, Sardaigne)
- Maturano (Latium)
- Montonico bianco (Abruzzes)
- Montù (Émilie-Romagne)
- Moscato bianco (Piémont)
- Moscato giallo (Trentin-Haut-Adige, Frioul-Vénétie Julienne, Sicile)
- Moscato Fior d'Arancio (Vénétie)
- Nasco (Sardaigne)
- Nosiola (Trentin-Haut-Adige, Vénétie)
- Nuragus (Sardaigne)
- Ortrugo (Émilie-Romagne)
- Pampanaro (Latium)
- Pampanuto (Pouilles)
- Passerina (Abruzzes, Latium, Ombrie)
- Picolit (Frioul-Vénétie Julienne)
- Pignoletto (Émilie-Romagne)
- Pinot bianco (Abruzzes, Frioul-Vénétie Julienne)
- Pinot grigio (Vénétie - Trentin-Haut-Adige - Frioul-Vénétie Julienne)
- Prié blanc (Vallée d'Aoste)
- Ribolla gialla (Frioul-Vénétie Julienne), et Émilie-Romagne (Rebola),
- Riesling (Lombardie - Pavie, Piémont - Asti )
- Riesling Renano (Frioul-Vénétie Julienne)
- Riesling italico (Abruzzes, Frioul-Vénétie Julienne)
- Sauvignon (Tout le territoire)
- Sylvaner verde (Trentin-Haut-Adige)
- Torbato (Sardaigne)
- Traminer aromatico (Frioul-Vénétie Julienne, Vénétie)
- Trebbiano giallo (Latium) dit aussi "Frascati"
- Trebbiano romagnolo (Émilie-Romagne)
- Trebbiano di Soave (Vénétie)
- Trebbiano toscano (Toscane, Latium, Ombrie)
- Veltliner (Abruzzes)
- Verdeca (Pouilles, Basilicate)
- Verdicchio bianco (Abruzzes, Marches, Ombrie, Sardaigne)
- Verdiso (Vénétie)
- Verduzzo Friulano (Frioul-Vénétie Julienne, Sardaigne)
- Verduzzo trevigiano (Frioul-Vénétie Julienne)
- Vermentino (Ligurie), (Sardaigne) ou Favorita (Piémont)
- Vernaccia (Toscane, Sardaigne)
- Vitouska (Frioul-Vénétie Julienne)
- Zibibbo (Sicile)

### Croisements modernes
- Le croisement Herold : Kerner, (Trentin-Haut-Adige).

- Les croisements Manzoni :
  - Manzoni rouge (Incrocio Manzoni 2-15) ; Glera x Cabernet franc, (Vénétie).
  - Manzoni blanc (Incrocio Manzoni 6.0.13) ; Riesling x Pinot blanc, (Trentin-Haut-Adige, Frioul-Vénétie Julienne, Vénétie).
  - Manzoni rosé (Incrocio Manzoni 1-50) ; Ugni blanc x Gewurztraminer
  - Manzoni muscat (Incrocio Manzoni 13.0.25) ; Raboso veronese x Muscat de Hambourg

- Le croisement Müller : Müller-Thurgau (Trentin-Haut-Adige, Frioul-Vénétie Julienne, Lombardie, Sicile).

- Les croisements Terzi :
  - Terzi 1 (Incrocio Terzi N. 1) ; Barbera x Merlot, (Lombardie).

## Terroirs italiens

### Vins des Abruzzes
Le vin DOCG Montepulciano d'Abruzzo Colline Teramane.
- Controguerra (vin blanc dans les versions Frizzante, Spumante); Passito et Passito Annoso; vin rouge dans les versions Riserva, Novello, Passito et Passito Annoso; les vins de cépage: Chardonnay (blanc); Malvasia (blanc); Passerina (blanc); Riesling (blanc); Cabernet (vin rouge et la version Riserva); Ciliegiolo (vin rouge et la version Riserva); Merlot (vin rouge et la version Riserva); Pinot Nero (vin rouge et la version Riserva); Moscato Amabile (blanc);
- Montepulciano d'Abruzzo (Cerasuolo; Rosso et la version Riserva) ;
- Trebbiano d'Abruzzo.

### Vins de Basilicate
Ils comprennent : Aglianico del Vulture (DOC) (Aglianico del Vulture Superiore (DOCG)), Matera (DOC), Terre dell'Alta Val d'Agri (DOC), et Grottino di Roccanova (DOC).

### Vins de Calabre
Ils comprennent : Cirò (Cirò bianco, Cirò rosso classico).

### Vins de Campanie
- Les vins DOCG sont : Aglianico del Taburno, Fiano di Avellino, Greco di Tufo, et Taurasi.

- Les vins DOC sont : Aversa, Campi Flegrei, Capri, Castel San Lorenzo, Cilento, Costa d'Amalfi, Falanghina del Sannio, Falerno del Massico, Galluccio, Irpinia, Ischia, Penisola sorrentina, Sannio, et Vesuvio (dont le Lacryma Christi).

- Les vins IGT sont : Benevento ou Beneventano, Campania, Catalanesca del Monte Somma, Colli di Salerno, Dugenta, Epomeo, Paestum, Pompeiano, Roccamonfina, et Terre del Volturno.

### Vins d'Émilie-Romagne
- Les vins DOCG sont Colli Bolognesi Classico Pignoletto et Albana di Romagna.
- Les vins DOC sont : Bianco di Scandiano, Bosco Eliceo, Colli Bolognesi, Colli d'Imola, Colli di Faenza, Colli di Parma, Colli di Rimini, Colli di Scandiano e di Canossa, Colli Piacentini, Colli Romagna Centrale, Gutturnio, Lambrusco (Lambrusco di Sorbara, Lambrusco Grasparossa di Castelvetro, Lambrusco Salamino di Santa Croce), Modena ou di Modena, Montuni del Reno, Ortrugo, Reggiano, Reno, et Romagna.
- Les vins IGT sont : Bianco di Castelfranco Emilia, Emilia ou dell’Emilia, Forlì, Fortana del Taro, Ravenna, Rubicone, Sillaro o Bianco del Sillaro, Terre di Veleja, et Val Tidone.

### Vins du Frioul-Vénétie-Julienne
- Les vins DOCG sont : Ramandolo (blanc), Picolit (blanc).
- Les vins DOC sont : Carso (blancs et rouges), Colli Orientali del Friuli (blancs et rouges), Collio Goriziano (blancs et rouges), Friuli Annia (blancs et rouges), Friuli Aquileia (blancs et rouges), Friuli Grave (blancs, rosés et rouges), Friuli Isonzo (blancs et rouges), Friuli Latisana (blancs et rouges).
- Les vins IGT sont : Alto Livenza, Delle Venezie, Vénétie julienne.

### Vins du Latium
- Vins DOCG : Cesanese del Piglio (produit dans la province de Frosinone), Cannellino di Frascati (produit dans la province de Rome), Frascati Superiore (produit dans la province de Rome).
- Vins DOC : Aleatico di Gradi (produit dans la province de Viterbo), Aprilia produit dans la province de Latina, Atina (Atina Rosso, Atina Cabernet, Atina Rosso Riserva, Atina Cabernet Riserva, Atina Semillon) produits dans la province de Frosinone, Bianco Capena (produit dans la province de Rome), Castelli Romani (produit dans la province de Rome), Cerveteri (produit dans la province de Rome et Viterbo), Cesanese di Affile (produit dans la province de Frosinone), Cesanese di Olevano (produit dans la province de Rome), Circeo (produit dans la province de Latina), Colli Albani (produit dans la province de Rome), Colli Della Sabina (produit dans la province de Rome), Colli Etruschi Viterbesi (produit dans la province de Viterbo), Colli Lanuvini (produit dans la province de Rome), Cori (Rosso, Bianco) (produit dans la province de Latina), Est!Est!!Est!!! (produit dans la province de Viterbo), Frascati (produit dans la province de Rome), Genazzano (produit dans la province de Rome et Frosinone), Marino' (produit dans la province de Rome), Merlot di Aprilia (produit dans la province de Latina), Orvieto (produit dans la province de Viterbo), Tarquinia (produit dans la province de Rome et Viterbo), Velletri (produit dans la province de Rome et Latina), Vignanello (produit dans la province de Viterbo), Zagarolo (produit dans la province de Rome).
- Vins IGT : Anagni (produit dans la province de Rome), Civitella d'Agliano (produit dans la province de Viterbo), Colli Cimini (produit dans la province de Viterbo), Frusinate (produit dans la province de Frosinone), Lazio (produit dans la région du Latium).

### Vins de la Ligurie
- Vins DOC : Cinque Terre (Costa de Sera, Costa de Campu, Costa da Posa), Cinque Terre Sciacchetrà, Colli di Luni, Colline di Levanto, Golfo del Tigullio, Riviera ligure di Ponente (Albenga, Finale, Riviera dei Fiori), Rossese di Dolceacqua (ou Dolceacqua), Val Polcevera.

### Vins de la Lombardie
- Vins DOCG : Franciacorta, Valtellina (Grumello, Inferno, Sassella, Valgella).
- Vins DOC : Barbacarlo, Botticino, Capriano del Colle, Cellatica, Garda, Garda Bresciano, Garda Colli Mantovani, Lugana, Oltrepò pavese, San Colombano al Lambro, San Martino della Battaglia, Terre di Franciacorta, Valcalepio, Valtellina.

### Vins des Marches
- Vins DOC : Bianchello del Metauro, Colli Maceratesi, Colli Pesaresi, Esino, Falerio dei Colli Ascolani, Lacrima di Morro d’Alba, Rosso Conero, Rosso Piceno, Verdicchio dei Castelli di Jesi (Classico), Verdicchio di Matelica, Vernaccia di Serrapetrona.

### Vins du Molise
- Vins DOC : Biferno, Molise, Pentro di Isernia.

### Vins d'Ombrie
- Vins DOCG : Sagrantino di Montefalco, Torgiano Rosso.
- Vins DOC : Assisi, Colli del Trasimeno, Colli altotiberini.

### Vins du Piémont
- Vins DOCG : 

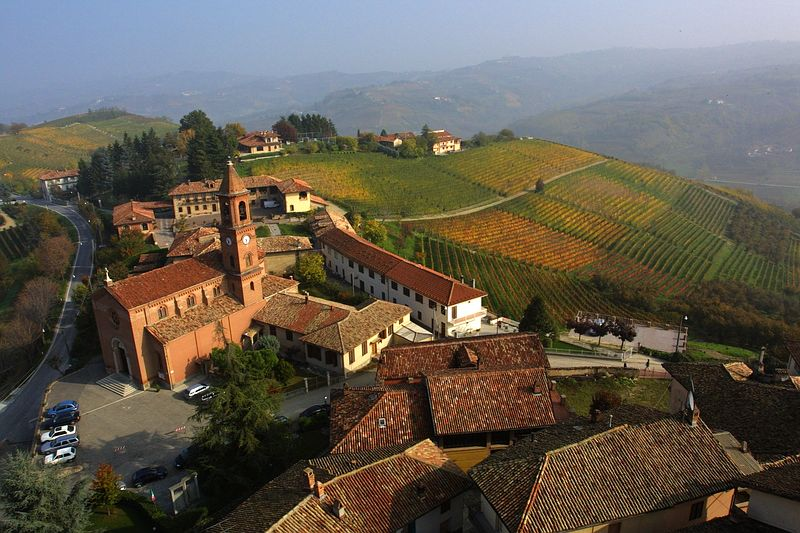
Borgomanero dans le Piémont.

  - Asti en sous appellation Asti spumante (blanc) et Moscato d'Asti (blanc) produit dans les provinces d'Asti, de Coni et d'Alexandrie.
  - Barbaresco (rouge, existe en version normale et riserva) produit dans la province de Coni.
  - Barolo (rouge, existe en version normale, riserva et chinato) produit dans la province de Coni.
  - Brachetto d'Acqui ou Acqui (rouge, existe en version normale et spumante) produit dans les provinces d'Asti et d'Alexandrie.
  - Gattinara (rouge, existe en version normale et riserva) produit dans la province de Verceil.
  - Gavi o Cortese di Gavi (blanc, existe en version frizzante, spumante et normale) produit dans la province d'Alexandrie.
  - Ghemme (rouge, existe en version normale e riserva) produit dans la province de Novare.
  - Roero (blanc, existe en version Roero Arneis et Roero Arneis spumante, rouge existe en version normale et superiore) produit dans la province de Coni.

- Vins DOC :
  - Albugnano produit en province d'Asti
  - Alta Langa produit en province d'Alexandrie, Asti et Coni
  - Barbera d'Alba produit en province de Coni
  - Barbera d'Asti produit en province d'Asti
  - Barbera del Monferrato produit en province d'Alexandrie et Asti
  - Boca produit en province de Novara
  - Bramaterra produit en province de Biella et Verceil
  - Canavese produit en province de Biella, Turin et Verceil
  - Carema produit en province de Turin
  - Cisterna d'Asti produit en province d'Asti et Coni
  - Colli Tortonesi produit en province d'Alexandrie
  - Collina Torinese produit en province de Turin
  - Colline Novaresi produit en province de Novare
  - Colline Saluzzesi (rouge); ainsi que les vins quasi mono-cépages Pelaverga et Quagliano produit en province de Coni
  - Cortese dell'Alto Monferrato produit en province d'Alexandrie et Asti
  - Coste della Sesia produit en province de Biella et Verceil
  - Dolcetto d'Acqui produit en province d'Alexandrie
  - Dolcetto d'Alba produit en province de Coni
  - Dolcetto d'Asti produit en province d'Asti
  - Dolcetto delle Langhe Monregalesi produit en province de Coni
  - Dolcetto di Diano d'Alba produit en province de Coni
  - Dolcetto di Dogliani produit en province de Coni
  - Dolcetto d'Ovada produit en province d'Alexandrie
  - Erbaluce di Caluso produit en province de Biella, Turin et Verceil
  - Fara produit en province de Novara
  - Freisa d'Asti produit en province d'Asti
  - Freisa di Chieri produit en province de Turin
  - Gabiano produit en province d'Alexandrie
  - Grignolino d'Asti produit en province d'Asti
  - Grignolino del Monferrato Casalese produit en province d'Alexandrie
  - Langhe produit en province de Coni
  - Lessona produit en province de Biella
  - Loazzolo produit en province d'Asti
  - Malvasia di Casorzo d'Asti produit en province d'Alexandrie et Asti
  - Malvasia di Castelnuovo Don Bosco produit en province d'Alexandrie et Asti
  - Monferrato produit en province d'Alexandrie et Asti
  - Nebbiolo d'Alba produit en province de Coni
  - Piemonte produit en province d'Alexandrie, Asti et Coni
  - Pinerolese produit en province de Coni et Turin
  - Rubino di Cantavenna produit en province d'Alexandrie
  - Ruché di Castagnole Monferrato produit en province d'Asti
  - Sizzano produit en province de Novara
  - Valsusa produit en province de Turin dans la Val de Suse.
  - Verduno Pelaverga produit en province de Coni

### Vins des Pouilles
- Les vins DOC sont : Aleatico di Puglia, Alezio, Brindisi, Cacc’e mmitte di Lucera, Castel del Monte, Copertino, Galatina, Gioia del Colle, Gravina, Leverano, Lizzano, Locorotondo, Martina (ou Martina Franca), Matino, Moscato di Trani, Nardò, Orta Nova, Ostuni, Primitivo di Manduria, Rosso Barletta, Rosso Canosa, Rosso di Cerignola, Salice Salentino, San Severo, Squinzano.

- Les vins IGT sont : Daunia (province de Foggia), Murgia (province de Bari), Puglia, Rosa del golfo (péninsule de Salentina), Salento (provinces de Brindisi, Lecce et Tarante), Tarantino (province de Tarante), Valle d'Itria (provinces de Bari, Brindisi et Tarante).

### Vins de Sardaigne
- Le vin DOCG de la région est le Vementino di Gallura.

- Les vins DOC sont : Alghero, Arborea, Campidano di Terralba, Cannonau di Sardegna (Capo Ferrato, Jerzu, Oliena ou Nepente di Oliena, Carignano del Sulcis, Girò di Cagliari, Malvasia di Bosa, Malvasia di Cagliari, Mandrolisai, Monica di Cagliari, Monica di Sardegna, Moscato di Cagliari, Moscato di Sardegna (Gallura, Tempio Pausania), Moscato di Sorso Sennori, Nasco di Cagliari, Nuragus di Cagliari, Sardegna Semidano (Mogoro), Vermentino di Sardegna (Gallura), et Vernaccia di Oristano.

### Vins de Sicile

Cuverie d'amphores de Frank Cornelissen (région de l’Etna).

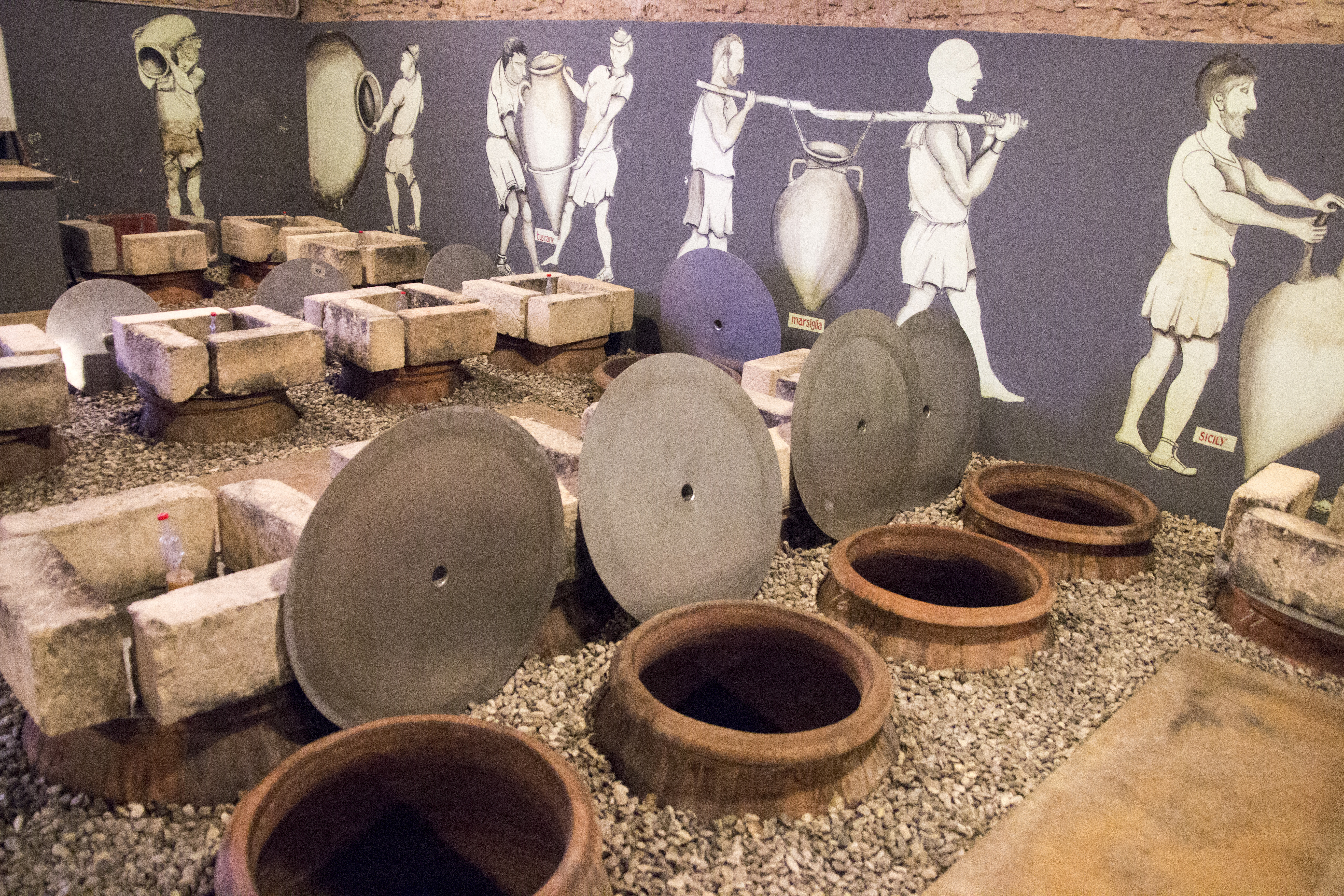
Cuverie d'amphores de COS (région de Vittoria).

- Le vin DOCG est le Cerasuolo di Vittoria.

- Les vins DOC sont : Alcamo, Contea di Sclafani, Contessa Entellina, Delia Nivolelli, Eloro, Erice, Etna, Faro, Malvasia delle Lipari, Mamertino di Milazzo, Marsala, Menfi, Monreale, Moscato di Pantelleria, Moscato di Siracusa, Noto, Riesi, Salaparuta, Sambuca di Sicilia, Santa Margherita di Belice, Sciacca, et Vittoria.

### Vins de Toscane
Ils regroupent : Carmignano (DOCG), Chianti, Bolgheri, Brunello di Montalcino (DOCG), Vino Nobile di Montepulciano (DOCG), Colline Lucchesi (DOP), Morellino di Scansano (DOP), et Vin santo.

### Vins du Trentin-Haut-Adige
- Les cépages regroupent : Blauburgunder (Pinot nero), Cabernet franc, Cabernet sauvignon, Chardonnay, Gewürztraminer (Traminer aromatico), Goldmuskateller (Moscato giallo), Grauburgunder (Pinot grigio), Groppello di Santo Stefano, Grauvernatsch (Schiava grigia), Kerner, Lagrein, Malvasia, Marzemino, Merlot, Müller Thurgau, Negrara trentina, Riesling, Rosenmuskateller (Moscato rosa), Sauvignon, Sylvaner, Vernatsch (Schiava), Weißburgunder (Pinot bianco), et Welschriesling (Riesling italico)

- Les vins DOC sont : Alto Adige (Südtirol, Südtiroler), Caldaro (Lago di Caldaro, Kalterersee, Kalterer), Casteller, Santa Maddalena, Teroldego Rotaliano, Trentino, Trento, et Valdadige.

- Les vins IGT sont : Atesino delle Venezie, Delle Venezie, Mitterberg tra Cauria e Tel, et Vallagarina.

### Vins de la Vallée d'Aoste
Les vins DOC valdôtains sont : Vallée d'Aoste Arnad-Montjovet, Vallée d'Aoste Arnad-Montjovet supérieur, Vallée d'Aoste Blanc de Morgex et de La Salle, Vallée d'Aoste Chambave Muscat, Vallée d'Aoste Chambave Muscat Vin de paille, Vallée d'Aoste Chambave rouge, Vallée d'Aoste Chardonnay, Vallée d'Aoste Donnas, Vallée d'Aoste Enfer d'Arvier, Vallée d'Aoste Fumin, Vallée d'Aoste Gamay, Vallée d'Aoste Müller Thurgau, Vallée d'Aoste Nus Malvoisie, Vallée d'Aoste Nus Malvoisie Vin de paille, Vallée d'Aoste Nus rouge, Vallée d'Aoste Petit Rouge, Vallée d'Aoste Petite Arvine, Vallée d'Aoste Pinot Gris, Vallée d'Aoste Pinot Noir, Vallée d'Aoste Premetta, Vallée d'Aoste Torrette, Vallée d'Aoste Torrette supérieur, Vallée d'Aoste blanc,Vallée d'Aoste nouveau, Vallée d'Aoste rosé, et Vallée d'Aoste rouge.

### Vins de Vénétie
- Les 14 vins DOCG sont[5] : Amarone della Valpolicella, Bagnoli Friularo, Bardolino superiore, Colli Asolani (Prosecco), Colli di Conegliano, Colli Euganei Fior d'Arancio, Lison, Montello, Piave Malanotte, Conegliano-Valdobbiadene (Prosecco), Recioto della Valpolicella, Recioto di Gambellara, Recioto di Soave, et Soave Superiore.

- Les vins DOC sont : Arcole, Bagnoli di Sopra, Bardolino, Bianco di Custoza, Breganze, Colli Berici, Colli Euganei, Friuli Isonzo bianco frizzante, Gambellara, Garda, Lessini Durello, Lison Pramaggiore, Lugana, Monte Lessini, Montello e Colli Asolani, Piave, Prosecco, Recioto della Valpolicella, San Martino della Battaglia, Soave, Valdadige, Valpolicella et Valpolicella Ripasso, Verduzzo.

- Les vins IGT sont : Alto Livenza, Colli Trevigiani, Conselvano, Delle Venezie, Marca Trevigiana, Provincia di Verona ou Veronese, Vallagarina, Veneto, Veneto orientale, et Vigneti delle Dolomiti.

### Sites internet
- itinerari nel gusto Carte du vin d'Italie
- Vins d'Italie Un tour d'horizon des principales appellations italiennes

### Vidéos
- [vidéo] « La Toscane » sur Arte, 2004, 26 min.
- [vidéo] « La Sicile » sur Arte, 2005, 26 min.
- [vidéo] « L'Italie - De la Toscane à l'Adriatique » sur Voyage, 2003, 52 min.
- [vidéo] « L'Italie - Des Alpes aux Apennins » sur Voyage, 2002, 52 min.
- [vidéo] « L'Italie - Les îles » sur Voyage, 2002, 52 min.
- (en) [vidéo] « The Wines of Tuscany » sur GuildSomm, 28 décembre 2016, 10 min.
- (en) [vidéo] « The Wines of Barolo and Barbaresco » sur GuildSomm, 28 décembre 2016, 10 min.
- (en) [vidéo] « The Wines of Alto Adige » sur GuildSomm, 28 décembre 2016, 10 min.